# Prorokova mešita
Prorokova mešita (arabsky ٱلْمَسْجِد ٱلنَّبَوِي, Al-Masdžid an-Nabaví) je islámská svatyně v historickém centru saúdskoarabského města Medíny. Je druhým nejposvátnějším místem muslimů po Al-Masdžid al-Harám v Mekce a s kapacitou jednoho milionu věřících patří k největším mešitám světa. V roce 2012 byl ohlášen plán, podle kterého bude Prorokova mešita nákladem 6 miliard dolarů ještě více zvětšena, aby pojmula 1,6 až 2 miliony muslimů.

## Dějiny a popis mešity
Mešitu založil prorok Mohamed, když se po svém útěku z Mekky usadil roku 622 v Medíně. Budova sloužila také jako soud a náboženská škola, její podoba s centrálním dvorem a orientací svatostánku k Mekce se stala vzorem islámské sakrální architektury. Původní prostá stavba ze dřeva a hlíny byla postupně rozšiřována a zdobena; k významné přestavbě došlo za vlády Abdülmecida I., v roce 1909 byla Prorokova mešita prvním místem na Arabském poloostrově, kam byla zavedena elektřina, současná podoba pochází z roku 1992, kdy byl interiér vybaven výtahy. V interiéru se nacházejí dva mihráby. Mešita má deset minaretů vysokých 105 metrů, celková plocha činí 384 000 m².
Nachází se zde Mohamedův hrob, nad nímž byla v roce 1279 vybudována kopule, která dostala v devatenáctém století podle barvy nátěru název „Zelený dóm“. Skupina wahhábistických duchovních označila uctívání prorokových ostatků za modlářství a vyzvala k tomu, aby byl Mohamed pohřben na místním hřbitově, většina muslimů však s tímto výkladem nesouhlasí.
Zákaz vstupu nevěřících porušil v roce 2017 izraelský bloger ruského původu Ben Cion, který se uvnitř mešity vyfotografoval s hebrejským nápisem na tašce.